# Macrotomoxia
Macrotomoxia is een geslacht van kevers uit de familie spartelkevers (Mordellidae).
Het geslacht is voor het eerst wetenschappelijk beschreven in 1922 door Pic.

## Soorten
Het geslacht omvat de volgende soorten:
- Macrotomoxia castanea Pic, 1922
- Macrotomoxia gardneri (Blair, 1931)